# Alluvione della Senna del 1910
L'alluvione della Senna del 1910, spesso indicata come l'alluvione di 100 anni, è stato il più grande straripamento conosciuto della Senna, dopo quello del 1658. Interessò gran parte della sua valle e, sebbene non fece vittime, causò notevoli danni all'economia regionale e, in particolare, di Parigi. Il fiume raggiunse il suo livello massimo il 28 gennaio, pari a 8,62 metri sulla scala idrometrica del Pont d'Austerlitz a Parigi. Colpì molti distretti della capitale e molte città attraversate dal fiume, per diverse settimane prima e dopo questa data. L'innalzamento del livello dell'acqua durò circa dieci giorni e la ritirata circa 35.
Gli affluenti e le confluenze della Senna hanno subito la stessa sorte in misura diversa a causa dell'interdipendenza dei diversi sistemi idrologici. Alcune città suburbane hanno subito danni significativi.
Durante l'alluvione del 1910, per riprendere il lavoro, i deputati si sono recati all'Assemblea Nazionale in barca. Sullo Zuavo sul Pont de l'Alma (sul quale i parigini sono abituati a misurare l'altezza delle piene della Senna), l'acqua era arrivata fino alle spalle della statua.

## Cause

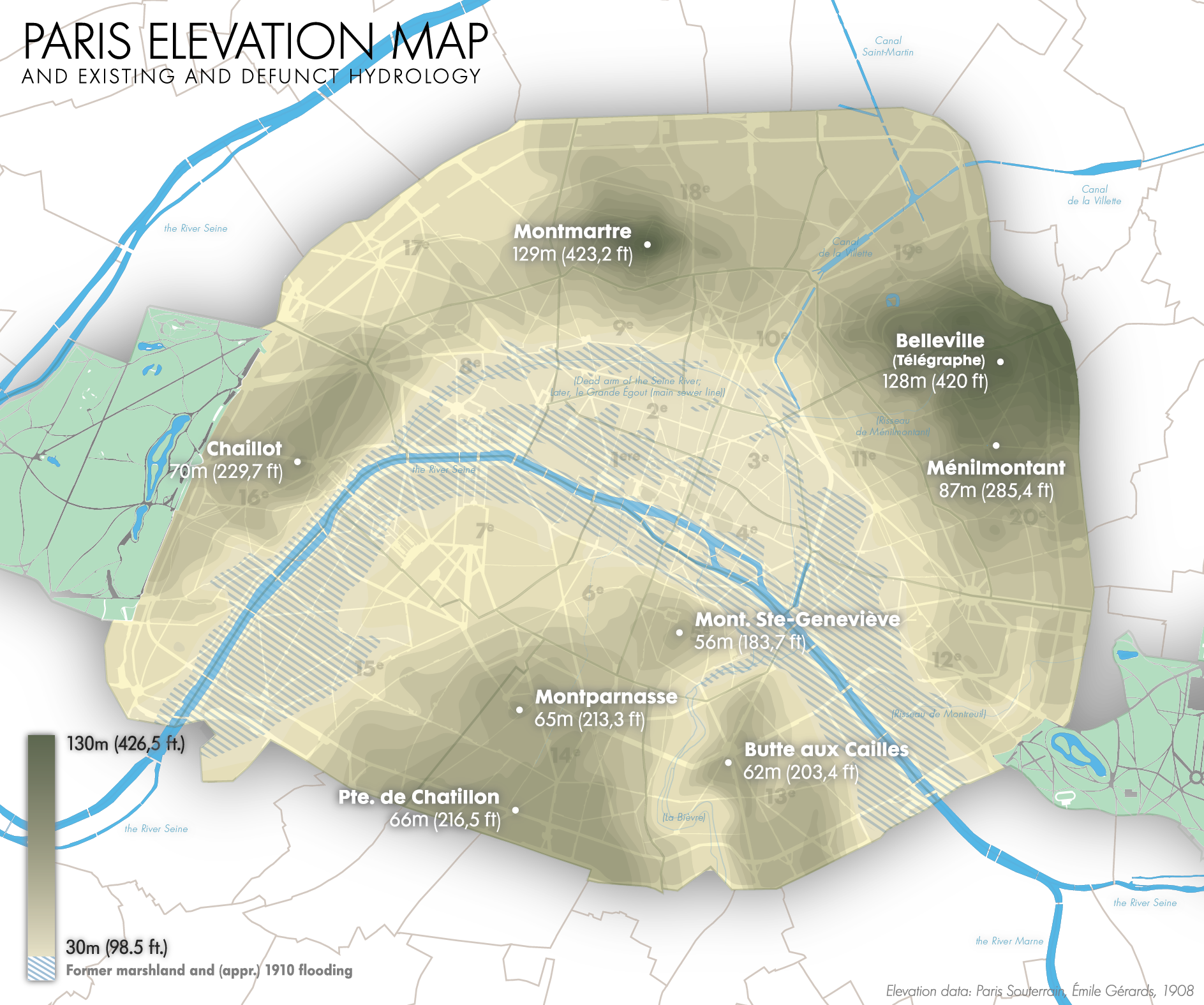
Mappa di Parigi dove l'area tratteggiata in blu rappresenta approssimativamente le inondazioni del 1910.

L'inondazione della Senna del 1910 è stata causata dalla congiunzione di diversi fattori:
- precipitazioni abbondanti,
- neve e gelo,
- straripamento di diversi fiumi: Yonne, Loing, Grand Morin,
- scantinati saturi in tutto il bacino di Parigi.

A gennaio 1910, inondazioni significative si sono verificate anche in Alsazia-Lorena, allora annessa alla Germania.

### Inondazioni
- il 20 gennaio, la navigazione sulla Senna vicino a Parigi è stata interrotta perché non c'era più spazio sufficiente per passare sotto i ponti[4].
- il 21 gennaio, la fabbrica della Urban Compressed Air Company situata nel XV arrondissement è stata chiusa, il che ha comportato la chiusura degli orologi pubblici e degli ascensori[4].
- il 23 gennaio, il livello della Senna ha raggiunto la sommità delle banchine, progettate per resistere a un'alluvione equivalente a quella del 1876: parte di Parigi è allagata[4][5].

## Danni e vittime
il 28 gennaio 1910, 22.000 cantine e centinaia di strade sono state invase da acque gelide e sempre più inquinate. Decine di migliaia di pozzi neri, negli scantinati non collegati alle fognature comunali, sono stati allagati. Le petroliere che dovevano evacuare i residui fuori Parigi non potevano più passare sotto i ponti. La situazione sanitaria è diventata preoccupante, si sono segnalati casi di tifo e scarlattina. È stato necessario attendere metà marzo affinché l'alluvione fosse completamente assorbita. I librai e gli editori in particolare hanno pagato a caro prezzo l'alluvione, tutte le loro scorte sono risultate perse definitivamente.
Avendo un unico picco (mentre quelle del 1924 e del 1955 hanno avuto più picchi), l'alluvione ha causato danni per 400 milioni di franchi d'oro (cioè l'equivalente di oltre 1,6 miliardi di euro) per quanto riguarda i danni diretti, a cui vanno aggiunti 50 milioni di franchi d'oro distribuiti a titolo di sgravio.
Tra le istituzioni venute in soccorso alle popolazioni colpite: la Croce Rossa, la Lega delle Donne Francesi e i Camelots du Roi che hanno allestito mense per i poveri e hanno organizzato la distribuzione di cibo, carbone e vestiti alle vittime del disastro.

## Galleria fotografica

### A Parigi

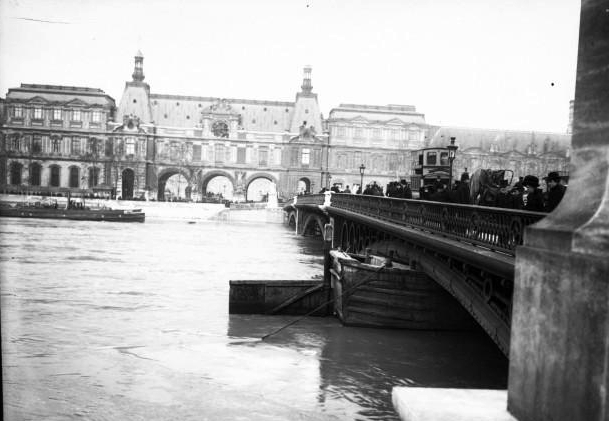
Il Ponte dei Santi Padri
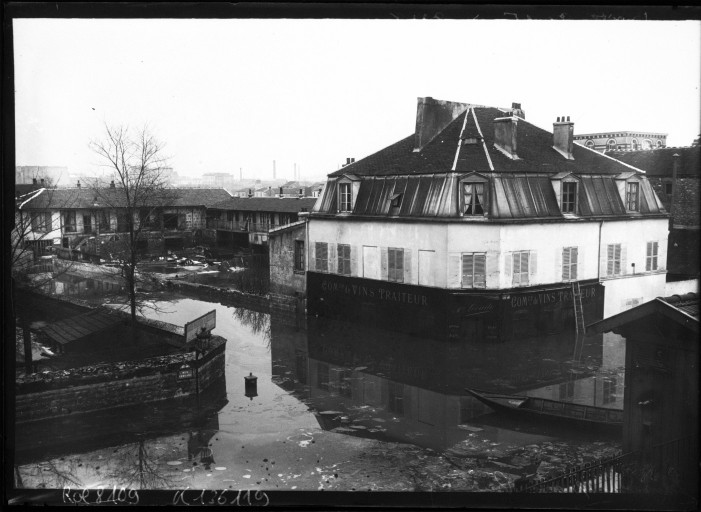
Rue Leblanc, nel XV arrondissement
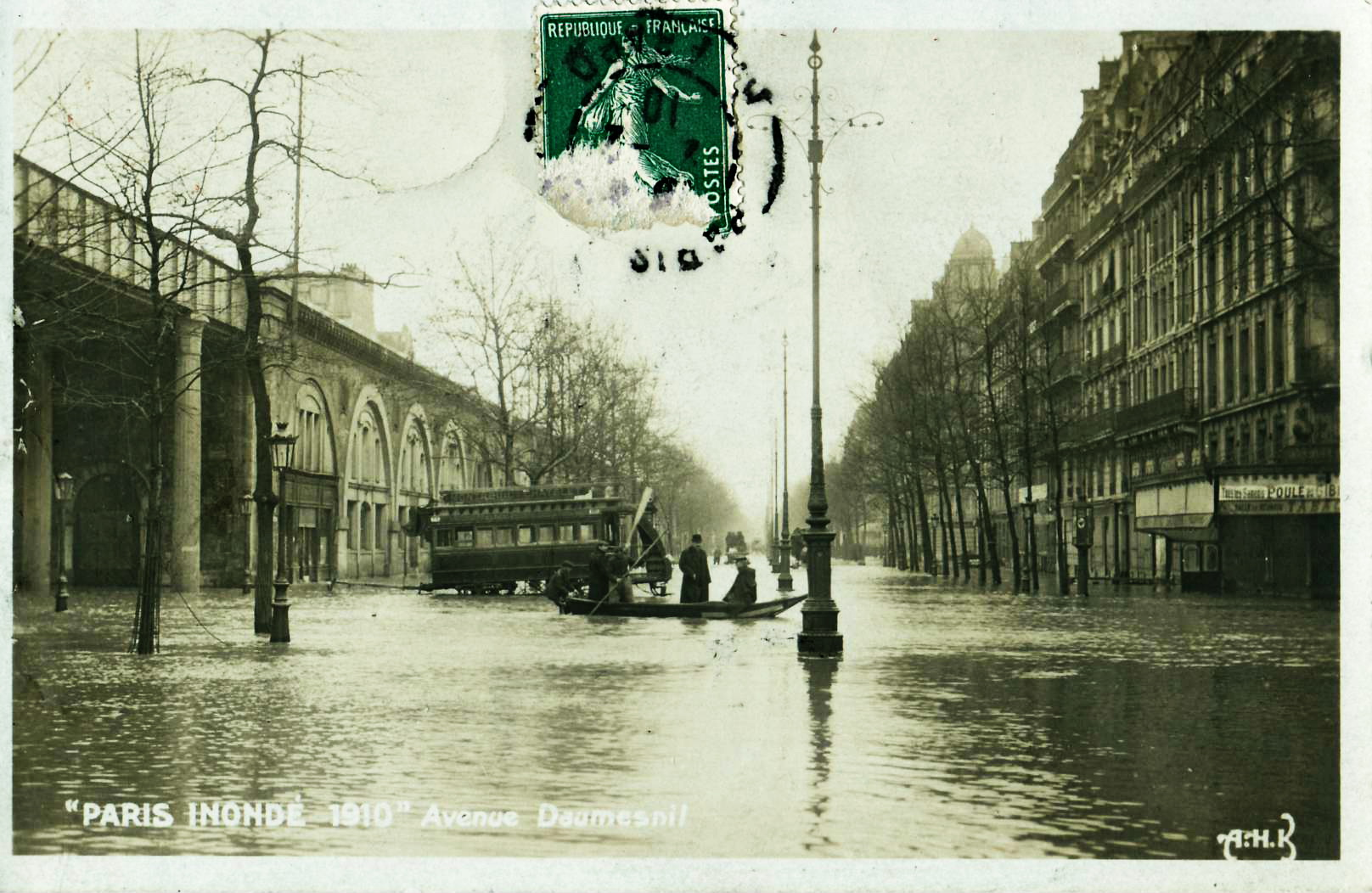
Avenue Daumesnil
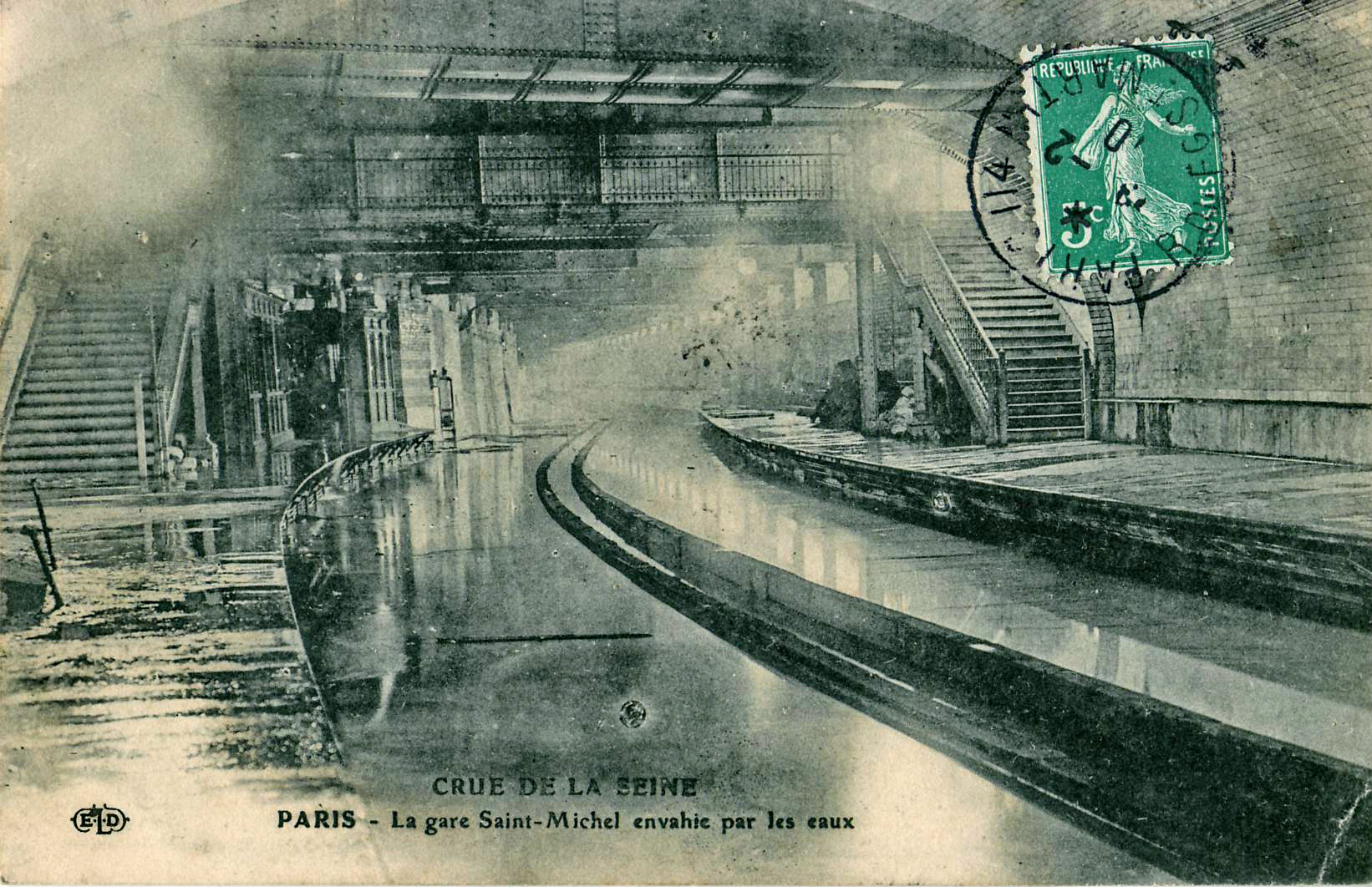
La stazione Saint-Michel - Notre-Dame sott'acqua
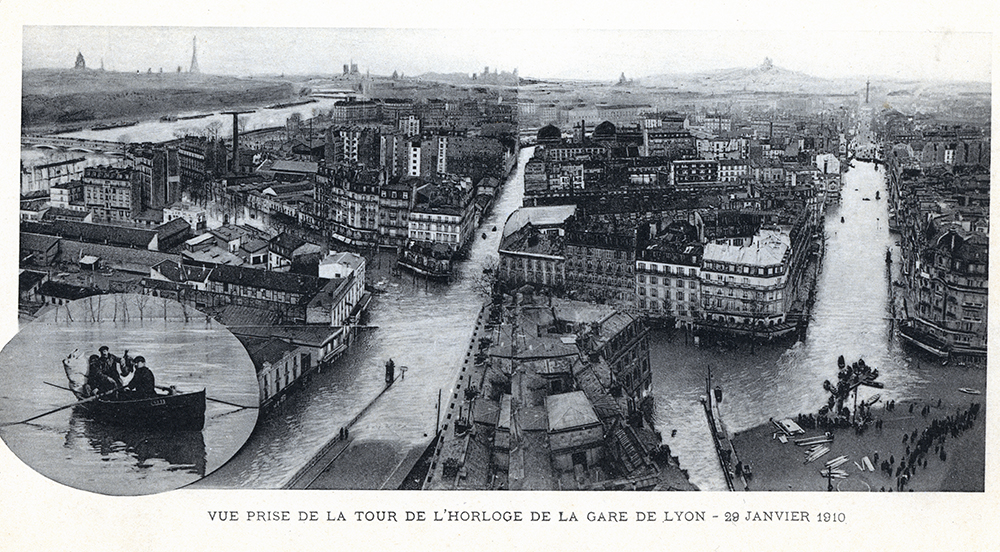
Veduta dalla torre dell'orologio della Gare de Lyon il 29 gennaio 1910
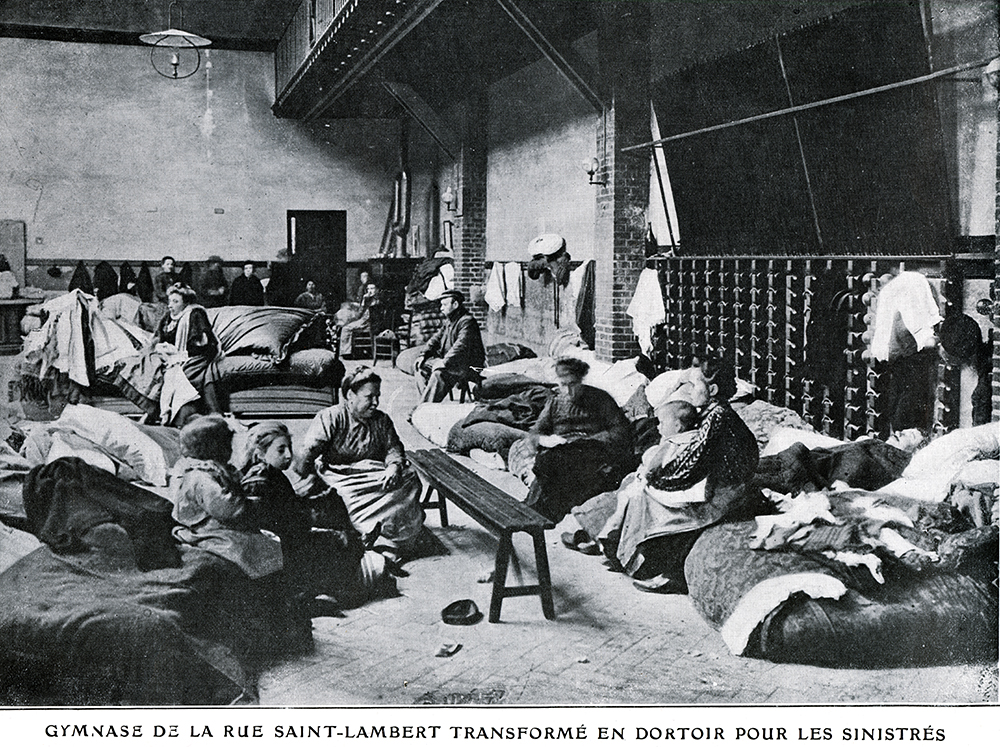
La palestra di rue Saint-Lambert trasformata in un dormitorio per gli sfollati
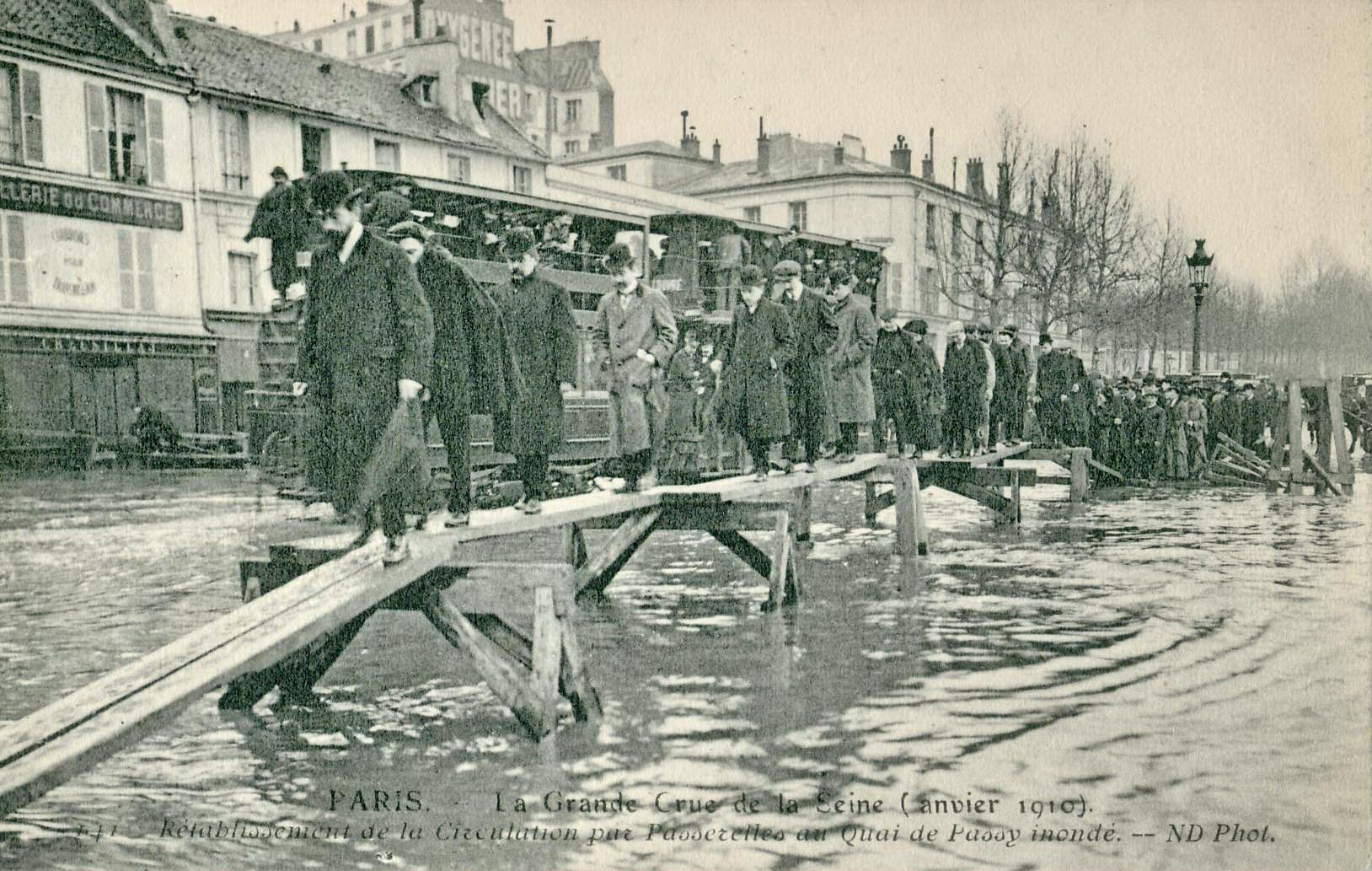
Le passerelle del Quai de Passy

### Nella regione di Parigi

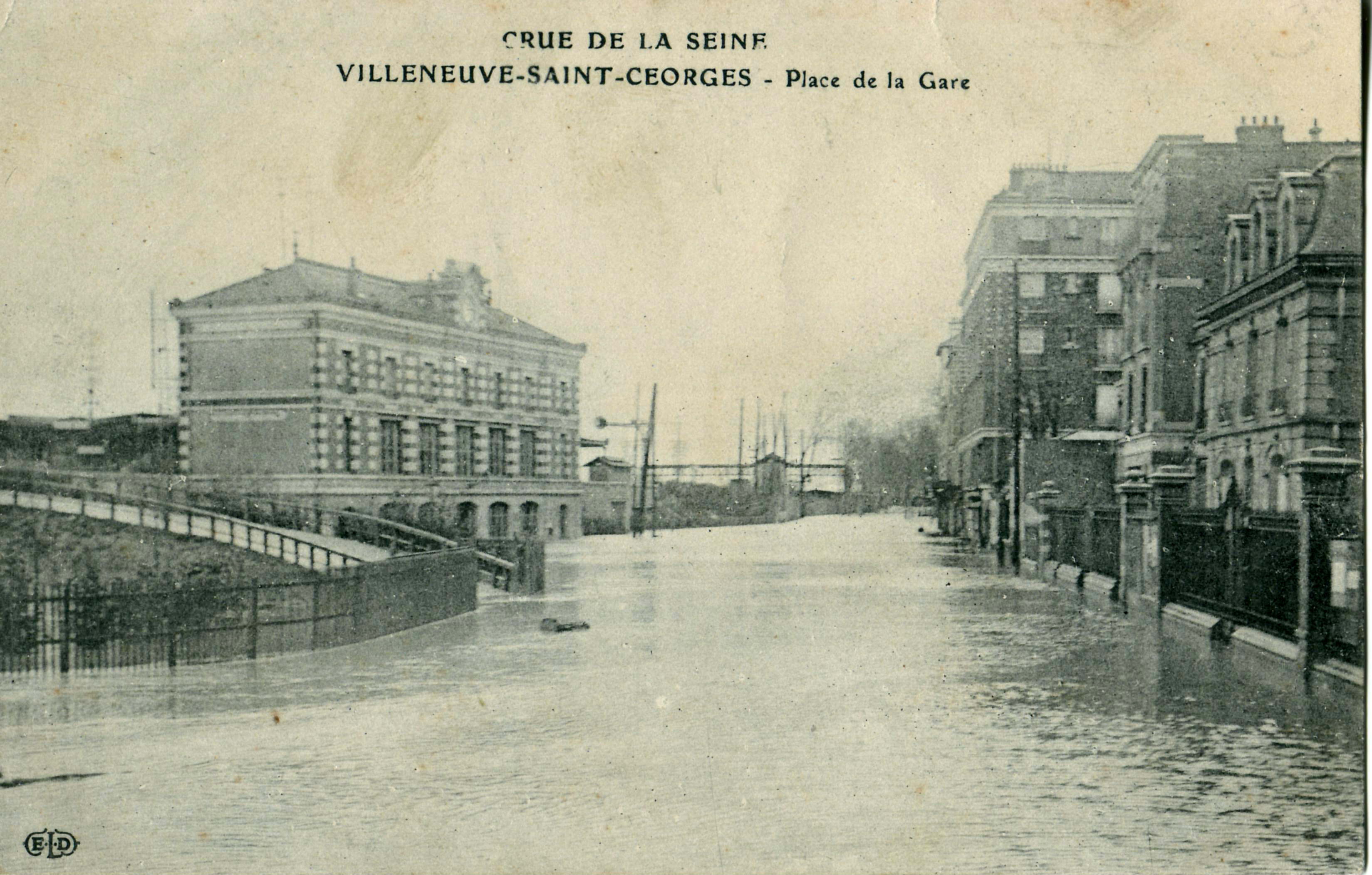
Il cortile della stazione di Villeneuve-Saint-Georges, a monte di Parigi
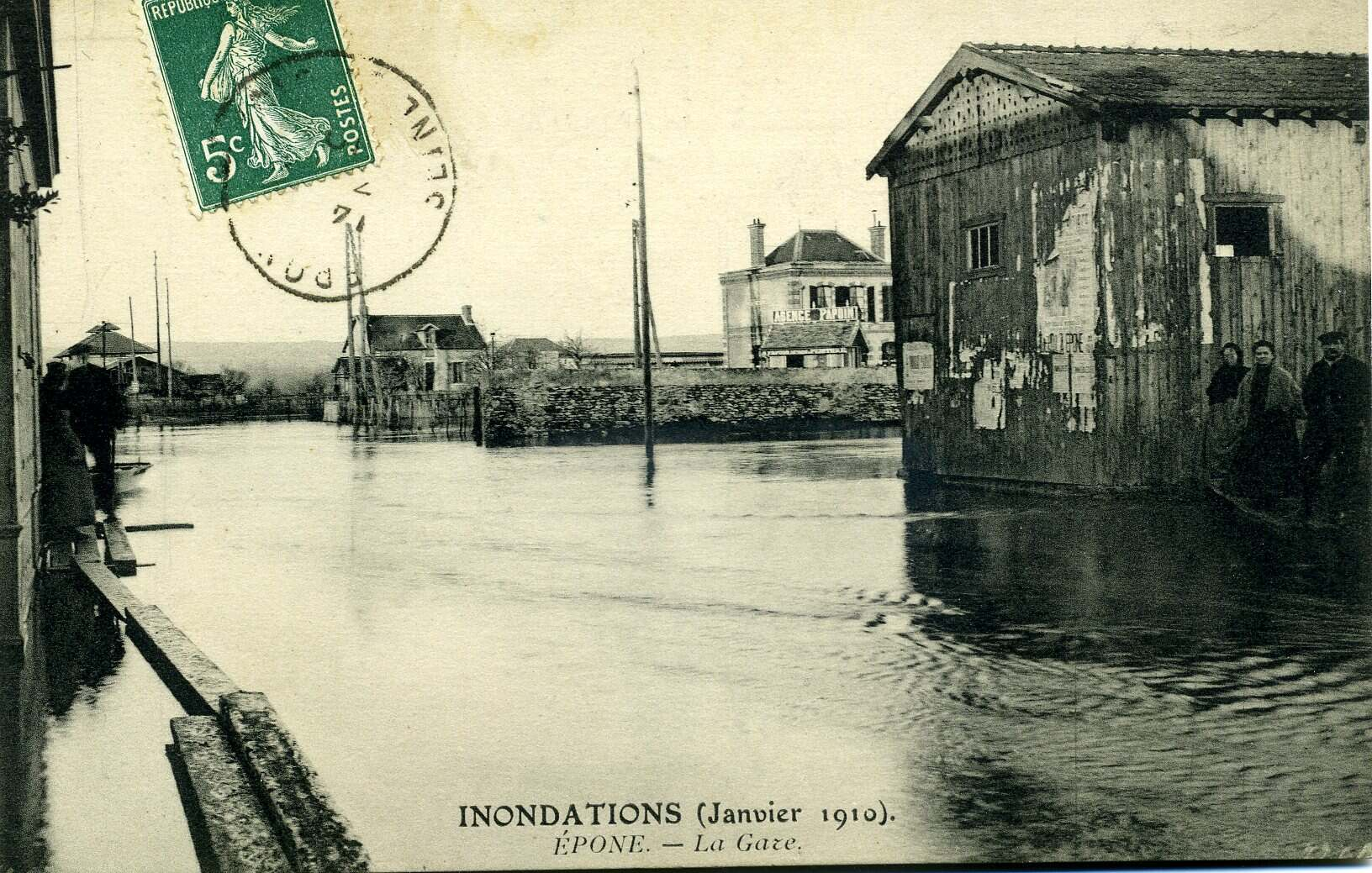
Più a valle, alla stazione di Épône - Mézières
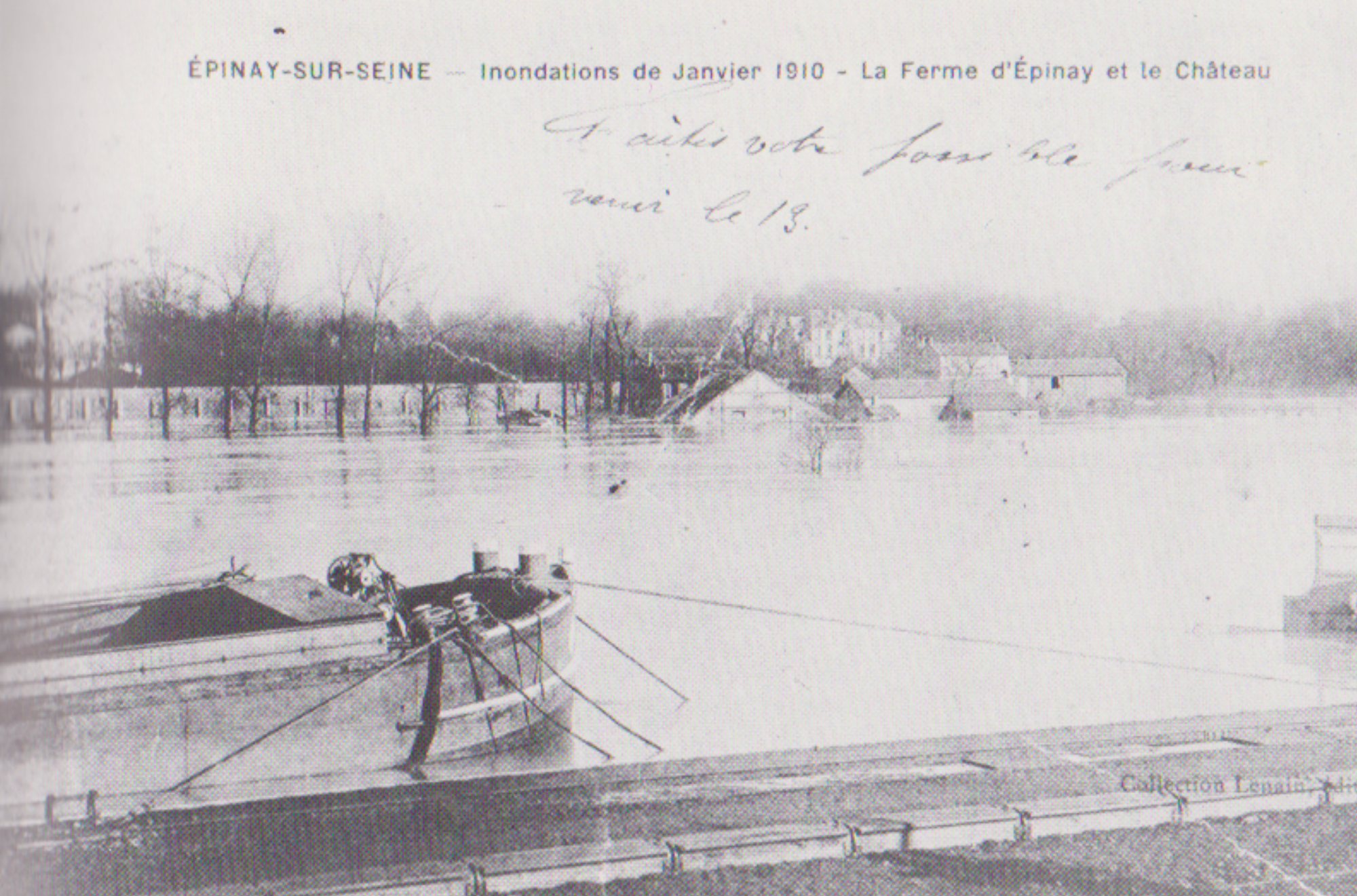
Alluvione a Épinay-sur-Seine
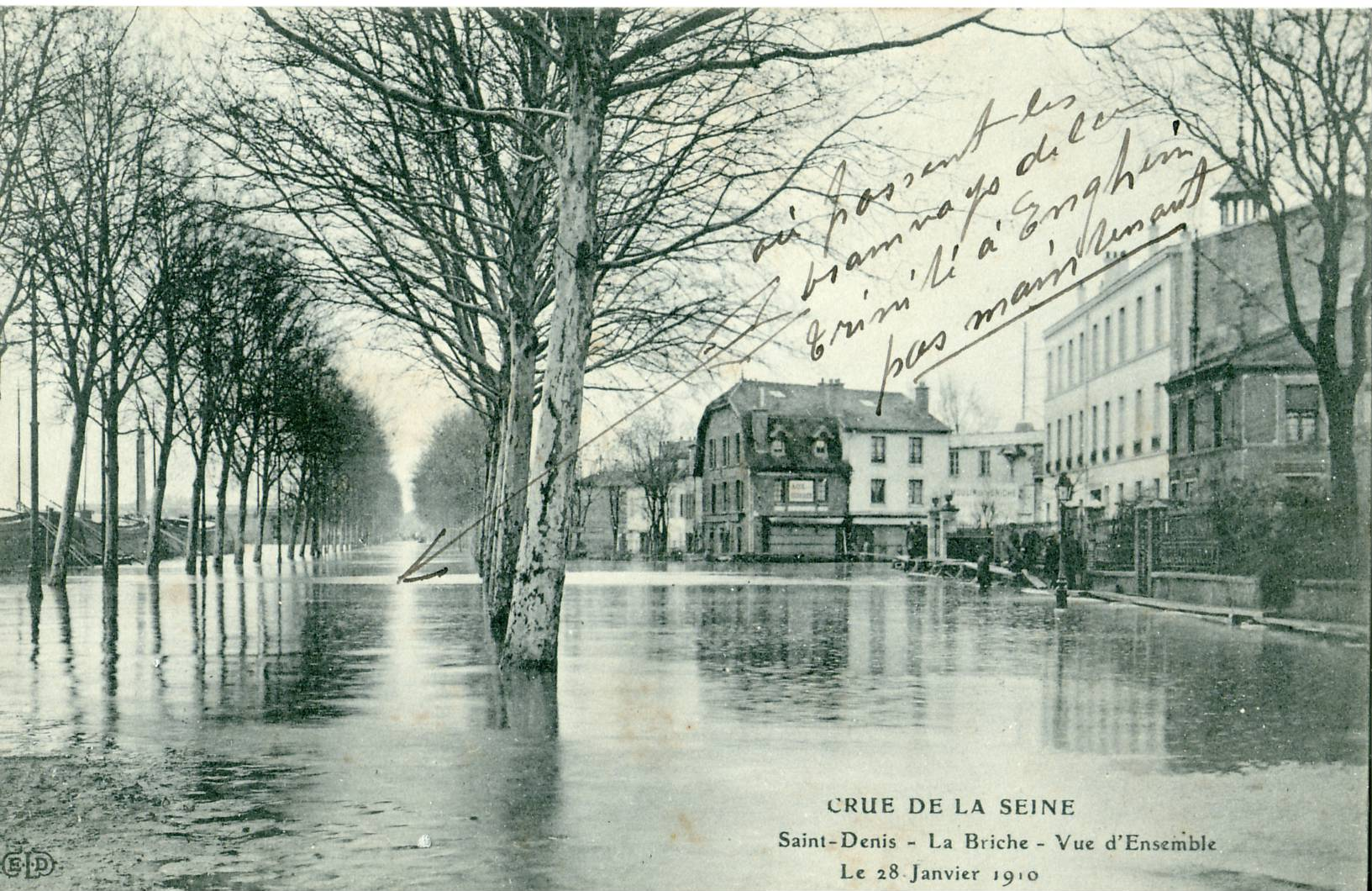
L'alluvione al limite di Saint-Denis e Épinay-sur-Seine
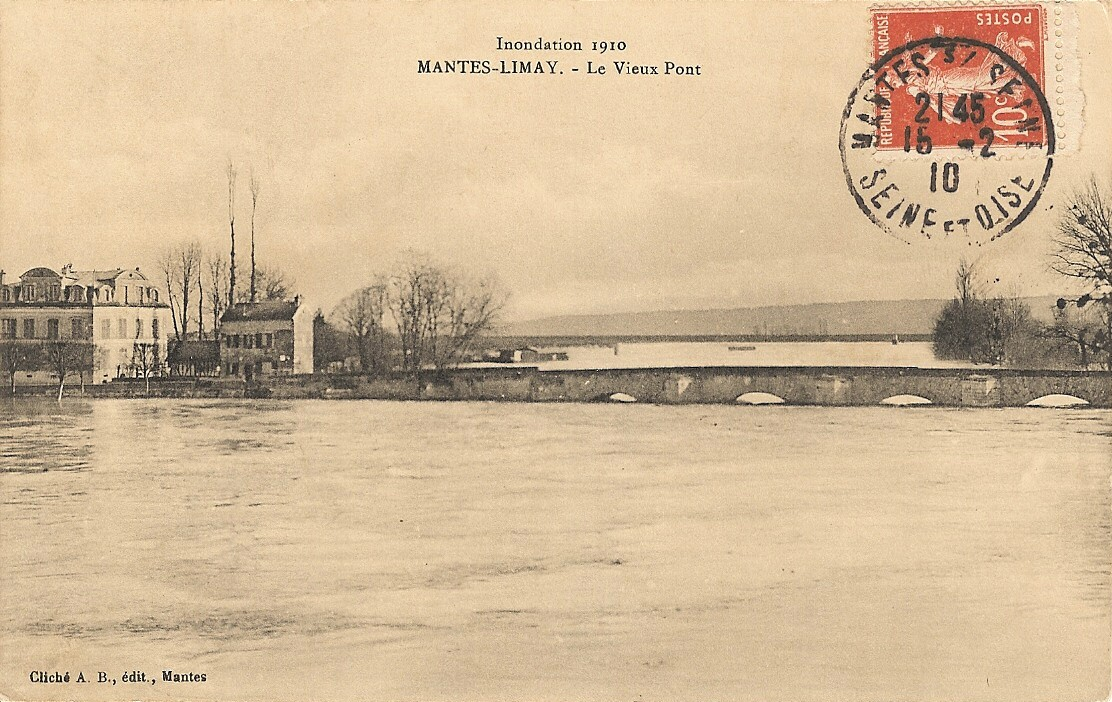
L'alluvione al vecchio ponte di Limay
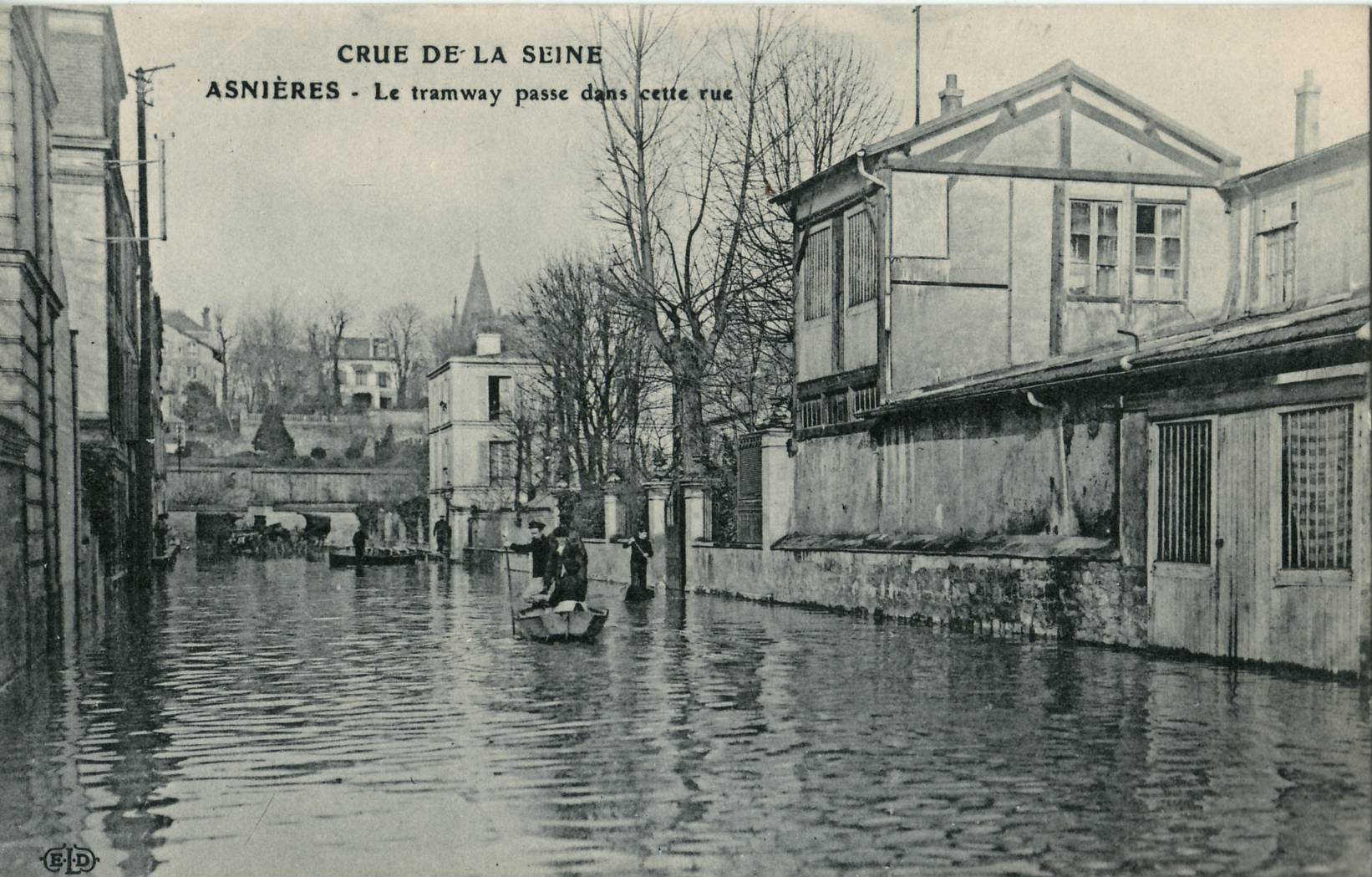
Il tram passava in questa strada di Asnières-sur-Seine
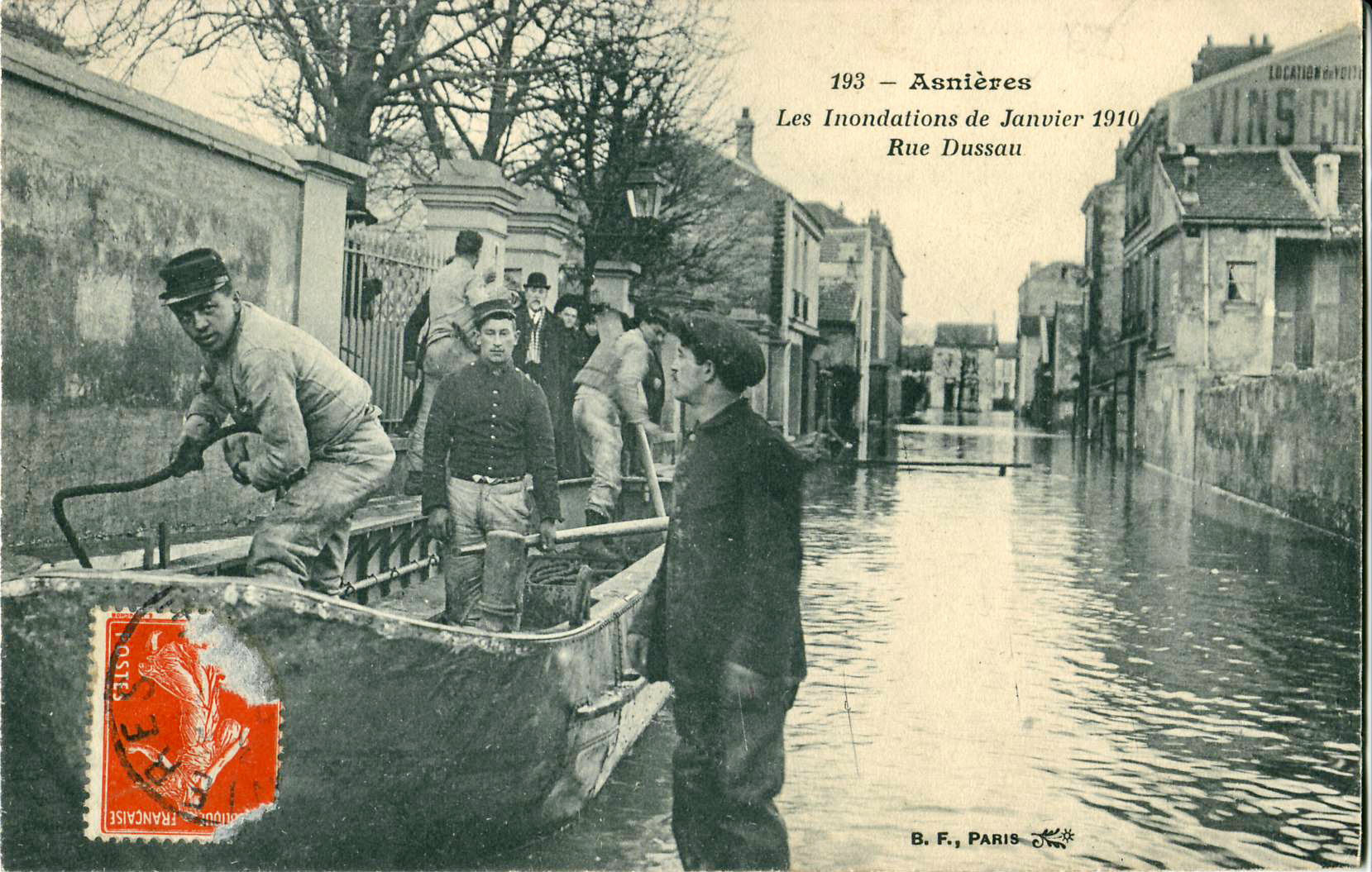
Soccorso militare in rue Dusseau ad Asnières-sur-Seine
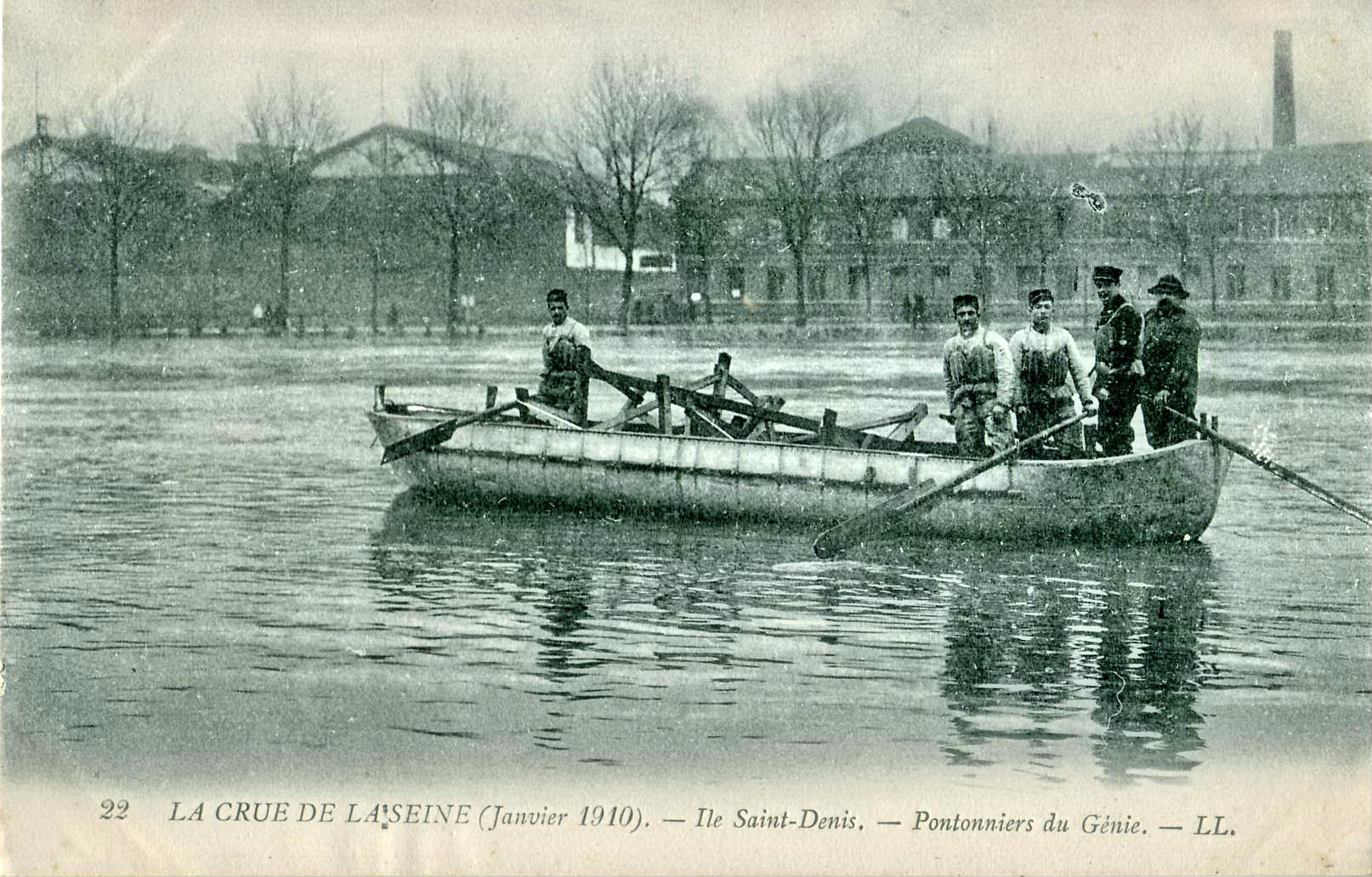
I geni militari parteciparono ai soccorsi a L'Île-Saint-Denis
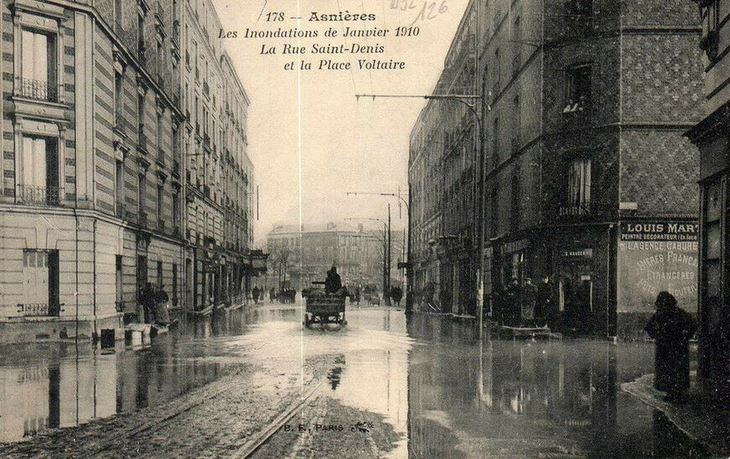
Allagando rue Saint-Denis e place Voltaire ad Asnières-sur-Seine

### Stampa del tempo

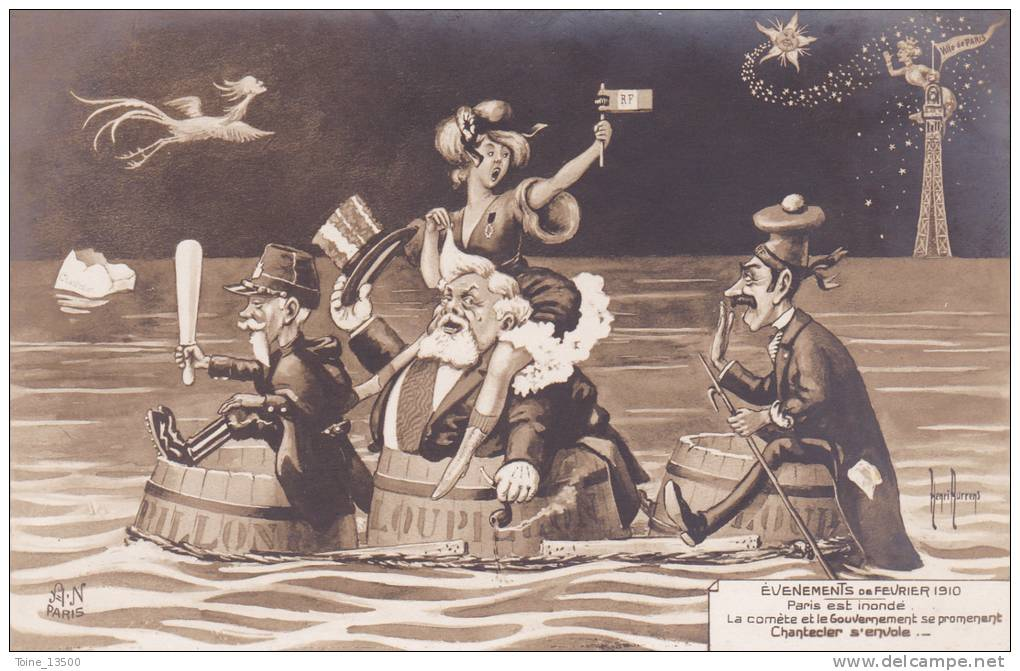
Caricatura di Armand Fallières di Henri Aurrens.
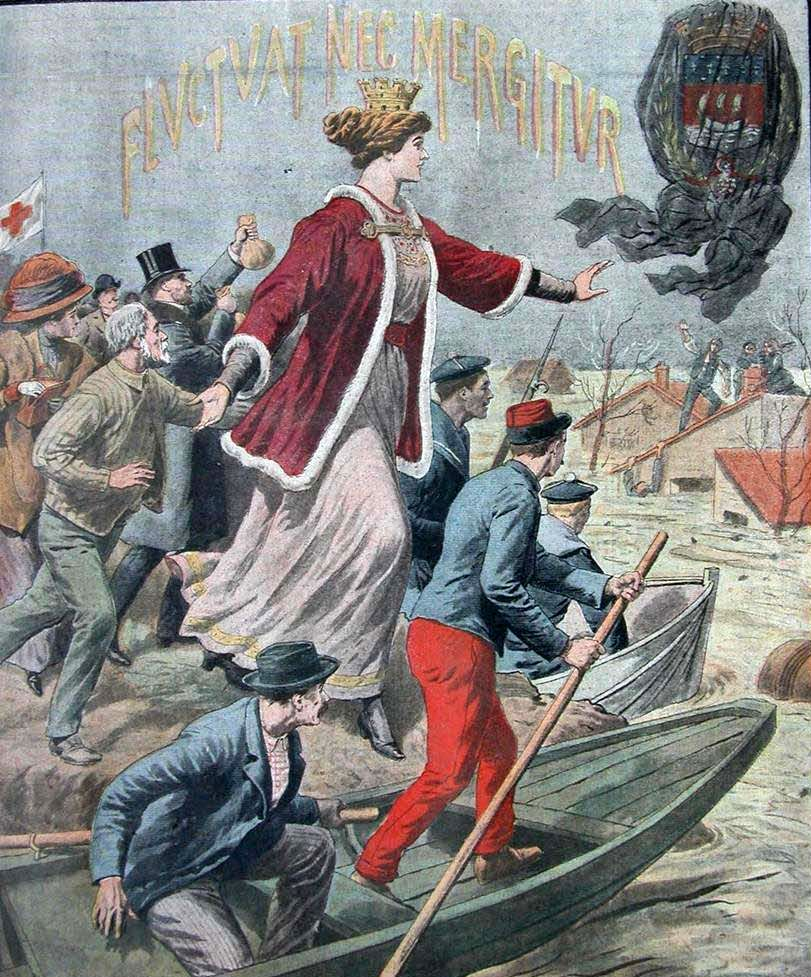
"Con un impulso generoso, Parigi e la Francia salvarono gli allagati", Il piccolo diario, 13 febbraio 1910.
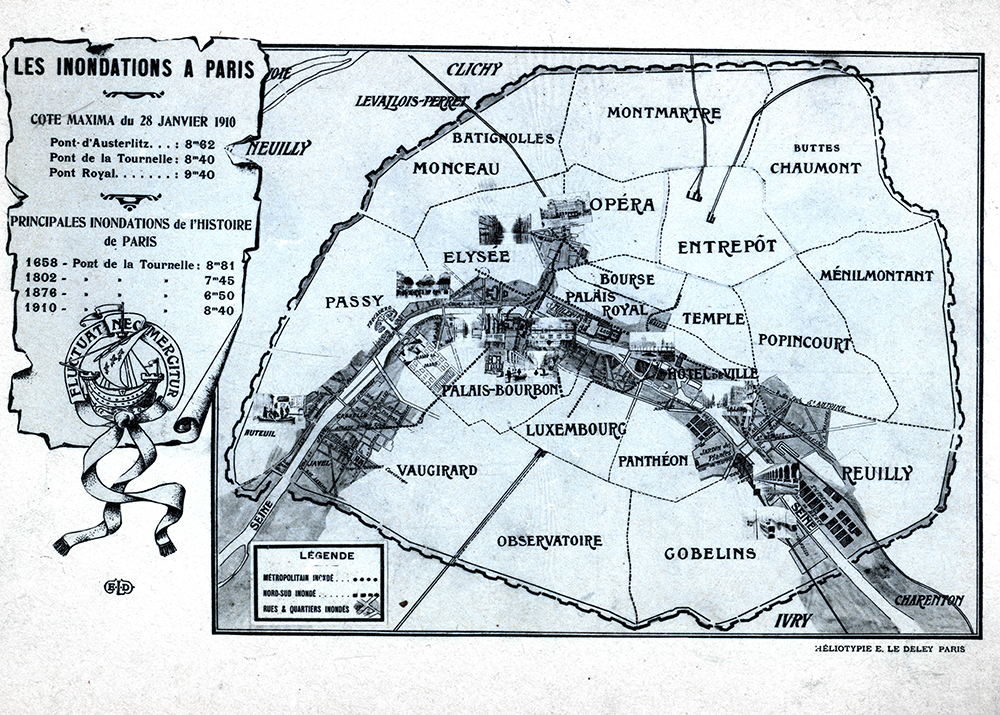
Piano delle inondazioni di Parigi pubblicato nel 1910.
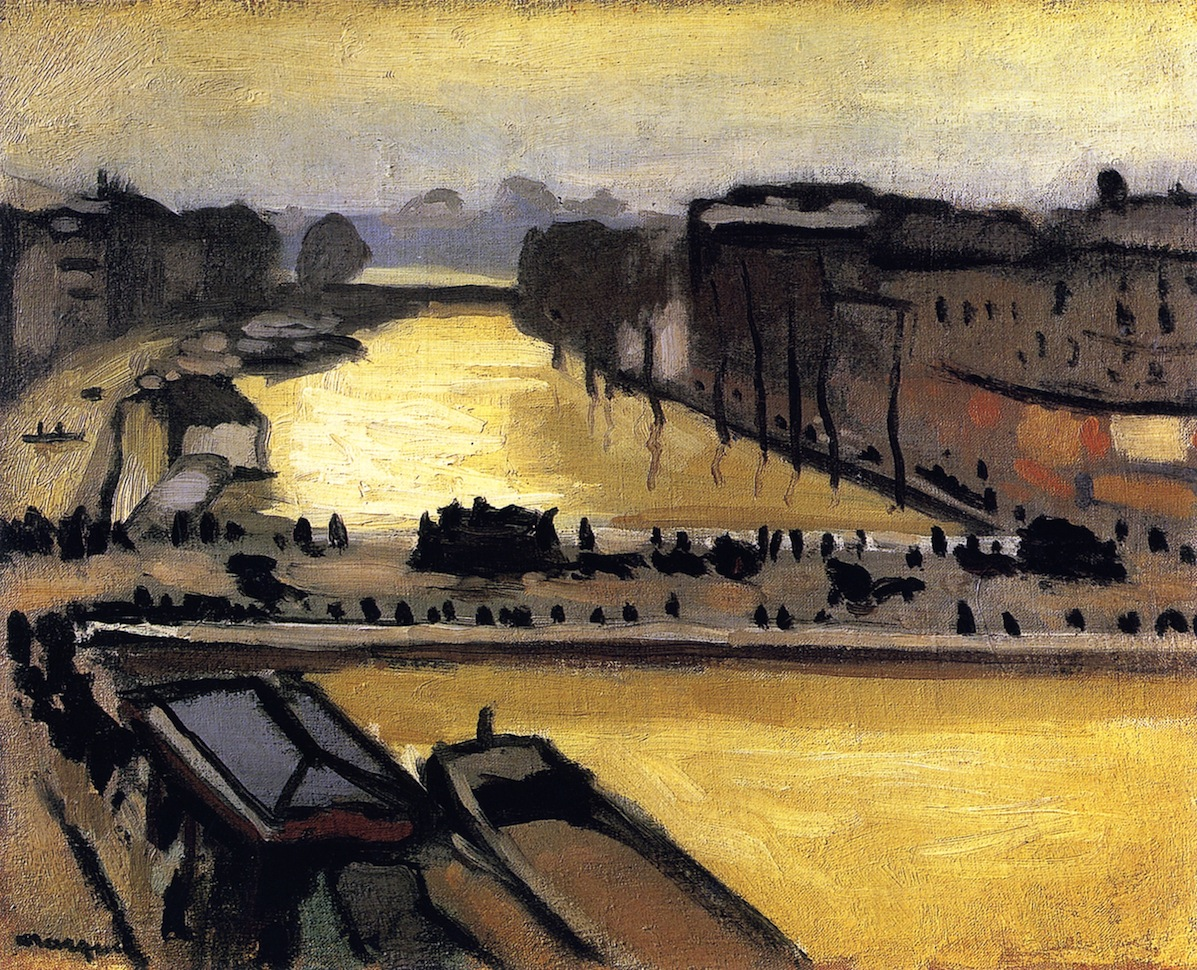
"L'Inondation de 1910 à Paris", dipinto di Pierre-Albert Marquet.

## Nella cultura di massa
- Nel 2010, nell'ambito dell'incontro annuale di cultura scientifica "La scienza offre", il cui tema era "L'acqua, una questione essenziale del XXI secolo", il consiglio dipartimentale di Hauts-de-Seine oltre a cicli di incontri, dibattiti ed eventi, ha allestito una mostra sull'alluvione del 1910[12][13].
- Nel romanzo Vendetta per vendetta di Stephen Gunn, nella serie Il Professionista[14], l'alluvione viene creata come diversivo dal criminale chiamato il Fantasma.